# ジョージ・オズボーン (第10代リーズ公爵)

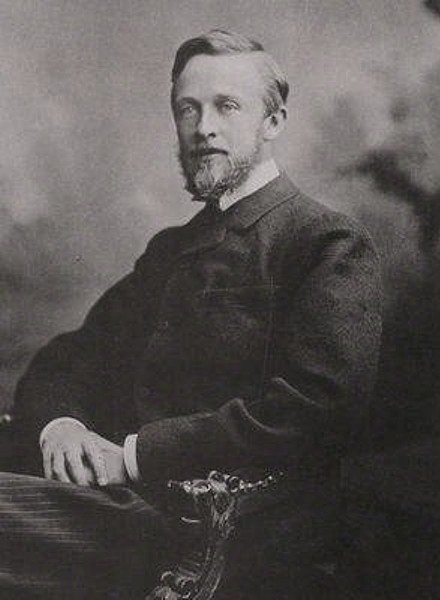
1900年ごろの第10代リーズ公爵

第10代リーズ公爵ジョージ・ゴドルフィン・オズボーン（英語: George Godolphin Osborne, 10th Duke of Leeds、1862年9月18日 – 1927年5月10日）は、イギリスの政治家、イングランド貴族。1872年までダンビー伯爵の儀礼称号を、1872年から1895年までカーマーゼン侯爵の儀礼称号を使用した。1887年から1895年まで保守党員として庶民院議員を、1895年から1896年まで王室会計長官を務めた。

## 生涯
第9代リーズ公爵ジョージ・ゴドルフィン・オズボーンと妻フランシス・ジョージアナ（Frances Georgiana、旧姓ピット＝リヴァーズ（Pitt-Rivers）、1836年12月26日 – 1896年10月26日、第4代リヴァーズ男爵ジョージ・ピット＝リヴァーズの娘）の次男（長男ジョージ・フレデリックは1861年11月に生後3日目で夭折）として、1862年9月18日にパーク・レーンのハートフォード・ストリート（Hertford Street）で生まれた。1876年から1880年までイートン・カレッジで教育を受けた後、1882年1月31日にケンブリッジ大学トリニティ・カレッジに入学した。
1887年7月19日、ブリクストン選挙区の補欠選挙で保守党候補として出馬、3,307票対2,569票で自由党候補ジェームズ・ヒル（James Hill）を下して当選した。同年から1888年まで植民地大臣の第2代準男爵サー・ヘンリー・ホランドの秘書官補（Assistant Secretary）を務めた。1892年イギリス総選挙では4,061票対3,204票で自由党候補リチャード・スタップリーを下し、1895年イギリス総選挙では4,199票対2,199票で第3代準男爵サー・ロバート・ガーネット・ヘッドを下して再選した。直後に第三次ソールズベリー侯爵内閣が成立すると、1895年から1896年まで王室会計長官を務めた。1895年12月23日に父が死去すると、リーズ公爵位を継承した。
1898年から1927年までロンドン・カウンティ・カウンシル議員を務めた。第一次世界大戦では1914年から1919年まで志願兵としてイギリス海軍志願予備員の中佐になった。その後、1921年から1922年まで国王ジョージ5世のエー＝ド＝カン（副官）の1人だった。
1927年5月10日に肺炎によりベルグレイヴィアのグローヴナー・クレセント11号で死去、14日にホーンビーで埋葬された。息子ジョン・フランシス・ゴドルフィンが爵位を継承した。ギャンブルにより多額の負債を残したため、所領のホーンビー城は死後の1930年に解体・売却された。

## 家族
1884年2月13日、キャサリン・フランシス・ラムトン（Katherine Frances Lambton、1862年9月5日 – 1952年12月6日、第2代ダラム伯爵ジョージ・ラムトンの娘）と結婚、1男4女をもうけた。
- グウェンドリン・ファニー・ゴドルフィン（Gwendolen Fanny Godolphin、1885年3月2日 – 1933年2月25日） - 1923年7月17日、アルジャーノン・ガスコイン＝セシル（Algernon Gascoyne-Cecil、1953年4月13日没、ユースタス・ガスコイン＝セシル卿（英語版）の息子）と結婚
- オルガ・キャサリン・ゴドルフィン（Olga Katherine Godolphin、1886年10月3日 – 1929年8月9日）
- ドロシー・ビアトリクス（Dorothy Beatrix、1888年12月3日 – 1946年6月18日） - 1908年11月21日、第15代ストラスモア＝キングホーン伯爵パトリック・ボーズ＝ライアンと結婚、子供あり
- モイラ・ゴドルフィン（Moira Godolphin、1892年5月20日 – 1976年5月20日） - 1920年1月30日、初代シャンドス子爵オリヴァー・リトルトンと結婚、子供あり
- ジョン・フランシス・ゴドルフィン（1901年3月12日 – 1963年7月26日） - 第11代リーズ公爵